# Arthroleptella
Genre
Arthroleptella est un genre qui regroupe plusieurs espèces d'amphibiens de la famille des Pyxicephalidae.

## Répartition
Les sept espèces de ce genre sont endémiques d'Afrique du Sud.

## Liste des espèces
Selon Amphibian Species of the World (18 novembre 2016) :
- Arthroleptella bicolor Hewitt, 1926
- Arthroleptella drewesii Channing, Hendricks & Dawood, 1994
- Arthroleptella landdrosia Dawood & Channing, 2000
- Arthroleptella lightfooti (Boulenger, 1910)
- Arthroleptella rugosa Turner & Channing, 2008
- Arthroleptella subvoce Turner, de Villiers, Dawood & Channing, 2004
- Arthroleptella villiersi Hewitt, 1935

## Publication originale
- Hewitt, 1926 : Descriptions of new and little-known lizards and batrachians from South Africa. Annals of the South African Museum, vol. 20, p. 413-431 (texte intégral).